# Дюгуа, Пьер
Пьер Дюгуа́ (фр. Pierre du Gua), известный также как сир Мон (фр. Sieur Mons или Sieur de Mons; 1558 — 1628) — французский аристократ, предприниматель и путешественник, считается одним из основоположников французской колонизации Северной Америки.

## Биография
Дюгуа родился в протестантской семье в замке Мон близ Руайана (Франция). Впервые посетил берега Северной Америки в 1599 (или 1600) году в составе экспедиции Пьера Шовена де Тоннетуи.
В 1603 году Дюгуа получил от французского короля Генриха IV Великого (или Наваррского) эксклюзивное право на колонизацию территории Северной Америки, простиравшейся от 40º до 60º с. ш. (то есть примерно от нынешнего Нью-Йорка до северного Лабрадора). Король также даровал Дюгуа монополию на пушную торговлю по всей этой огромной территории плюс звание генерал-лейтенанта Акадии и Новой Франции. Со своей стороны, Дюгуа обязался размещать ежегодно по 60 колонистов в колонии, которая позже получила имя Акадии.
В 1604 году Дюгуа покинул Францию на корабле с 79 колонистами на борту, среди которых были королевский картограф Самюэль де Шамплен (будущий генерал-губернатор Новой Франции), аристократ барон де Путренкур, отвечавший за основание первой французской колонии, католический священник Николя Обри (религиозные споры между ним и Дюгуа порой перерастали в драки), первый канадский аптекарь Луи Эбер и чернокожий переводчик-полиглот Матье де Коста, который считается первым африканцем, ступившим на канадскую землю.
Первая колония была основана в том же году на острове Иль-Сан-Круа в устье реки Сан-Круа в северо-западной части залива Фанди, который колонисты называли Французским заливом (Baie Française). Однако, суровая зима 1604-05 годов и скудные ресурсы острова привели к смерти многих поселенцев.
Выжившие переселились на следующий год в более плодородное место на южном берегу залива. Новая колония получила имя Порт-Рояль, выстояла и некоторое время даже процветала, но в 1607 году многочисленные протесты других французских торговцев пушниной вынудили короля отозвать монополию у Дюгуа, после чего он, передав управление Порт-Роялем барону де Путренкуру, вместе со многими колонистами вернулся во Францию.
Следующим североамериканским объектом, которым заинтересовался Дюгуа, была долина реки Святого Лаврентия. Сам он больше в Америку не возвращался, но в 1608 году отправил Шамплена закладывать город Квебек, сыграв таким образом ключевую роль в основании первой французской постоянной колонии в Северной Америке.
В 1610 году Генрих IV назначил Дюгуа губернатором города Пон на юго-западе Франции. После своей отставки в 1617 году Дюгуа поселился в расположенном поблизости замке, где и умер 11 лет спустя, в возрасте 70 лет.